# Carl Adolf Schroll
Carl Adolf Schroll (21. februar 1846 på Lykkenssæde – 7. oktober 1919) var en dansk officer, bror til G.F. og Henning Schroll.
Han var søn af proprietær Gustav Schroll og hustru Amalie født Bonde, blev sekondløjtnant 1863, premierløjtnant 1867, blev forsat til Generalstaben 1873, kaptajn 1880, oberstløjtnant 1893, chef for Generalstabens taktiske Afdeling 1897 og stabschef ved 1. Generalkommando samme år. Schroll blev dernæst oberst 1900, chef for 3. regiment 1903, generalmajor og chef for 1. jydske Brigade 1905, for 2. sjællandske Brigade 1909, for 2. division samme år.
Schroll var Kommandør af 1. grad af Dannebrogordenen, Dannebrogsmand og bar en del udenlandske ordener.
Han var gift med Ida Louise Amalie (Maja) Heramb (23. oktober 18?? i Slagelse - ?), datter af oberst Heramb (død 1894) og hustru født Sehested.